# Wiączyń Dolny
Wiączyń Dolny – wieś w Polsce położona w województwie łódzkim, w powiecie łódzkim wschodnim, w gminie Nowosolna.
W latach 1975–1998 miejscowość administracyjnie należała do ówczesnego województwa łódzkiego.
Miejscowość włączona jest do sieci komunikacyjnej łódzkiego MPK: linie autobusowe 91A, 91B i 91C.
Jest to jedyne sołectwo (z 18), które pozostało po oryginalnej gminie Nowosolna (z lat 1867−1954). Pozostałe (14) włączono do Łodzi lub (3) znajdują się w gminie Andrespol.